# (1241) Dysona
(1241) Dysona – planetoida z grupy pasa głównego asteroid okrążająca Słońce w ciągu 5 lat i 253 dni w średniej odległości 3,19 au. Została odkryta 4 marca 1932 roku w Union Observatory w Johannesburgu przez Harry'ego Wooda. Nazwa planetoidy pochodzi od sir Franka Dysona (1868-1939), brytyjskiego astronoma, dyrektora Obserwatorium Astronomicznego w Greenwich oraz przewodniczącego MUA w latach 1928–1932. Przed nadaniem nazwy planetoida nosiła oznaczenie tymczasowe (1241) 1932 EB1.